# François-Léon Sicard
François-Léon Sicard, nació en Tours el 21 de abril de 1862 y murió en París en 1934, fue un escultor francés.

## Biografía
Es considerado uno de los escultores con más talento de fines del XIX y principios del XX. Sus obras incluyen trabajos de ornamentación del Louvre, y numerosas esculturas en todo el mundo.
Sicard nació en Tours, estudió con Barrias, y es conocido por sus litografías ferozmente patrióticas y sus obras de arte originales. A pesar de la prolífica producción de obras dispersas por toda Europa, es sorprendente que poco se sabe acerca del mismo Sicard. 
Ganador del Primer Premio de Roma en escultura del año 1891. Reside en la Villa Médici en Roma desde el 16 de enero de 1892 al 31 de diciembre de 1895.
Su trabajo es muy similar al de Gustave Adolphe Désiré Crauk (1827-1920) y el de Antoine-Augustin Préault (1809-1879), y puede haber trabajado en colaboración con Grauk en algunas de sus esculturas durante principios del siglo XX.
Es elegido miembro de la Academia de Bellas Artes en 1930.
Fallece en 1934.

## Obras

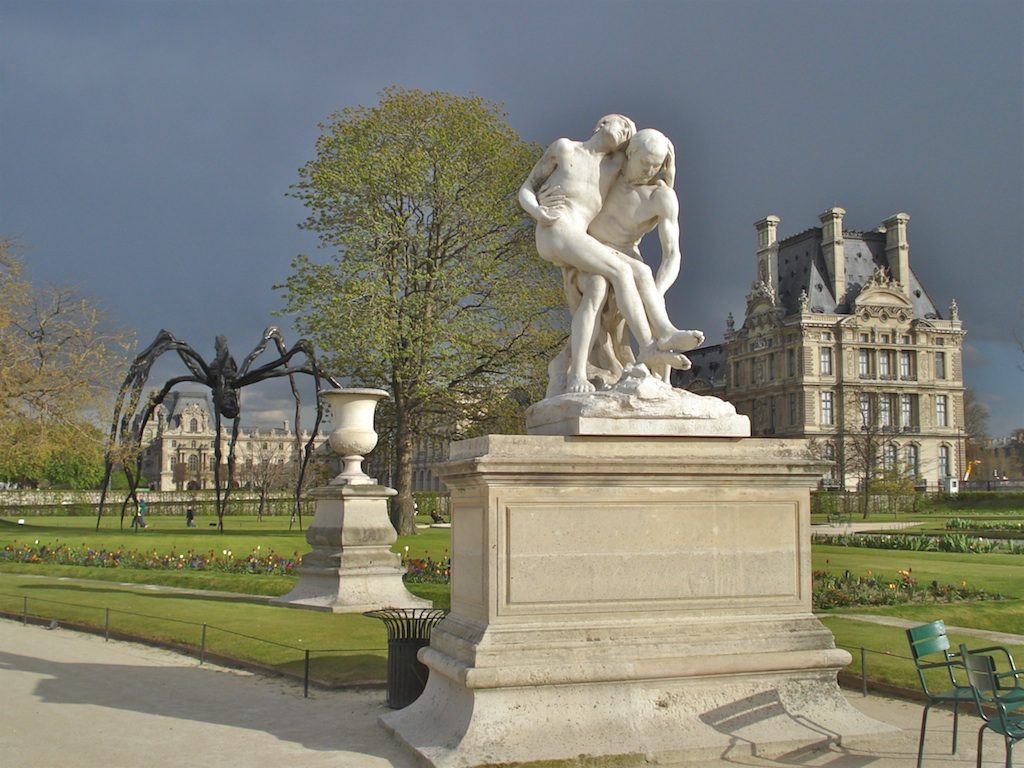
El buen samaritano en las Tullerías.Al fondo una escultura contemporánea de Louise Bourgeois

| En Francia                              | En Francia | En Francia              | En Francia                                      | En Francia                                   | En Francia |  |
| Obra                                    | Fecha      | Imagen                  | Descripción                                     | Localización                                 | Notas |  |
| --------------------------------------- | ---------- | ----------------------- | ----------------------------------------------- | -------------------------------------------- | --- |  |
| Bañistas                                | 1893       |                         |                                                 | ayuntamiento de Tours                        | Título original: Baigneuse |  |
| Atlantes                                | 1900       |                         | figuras que soportan el balcón del ayuntamiento | Tours                                        | |  |
| George Sand                             | 1905       | Monumento a George Sand | Monumento en memoria de la escritora            | en el Jardín de Luxemburgo , París           | |  |
| Honorat de Bueil de Racan               | 1907       |                         |                                                 | en el Jardín de los Regalos a OE en Tours    | Honorat de Bueil de Racan, fue un escritor francés del siglo XVII |  |
| Altar republicano (Autel républicain)   | 1913       | Altar Republicano       |                                                 | Panteón de París                             | |  |
| Monumento a Georges Clemenceau (1920)   | 1920       |                         |                                                 | Sainte-Hermine, Vendée                       | Médico, periodista y político francés. |  |
| Tumba de Georges Clemenceau             |            |                         |                                                 |                                              | Médico, periodista y político francés. : la sepultura de Georges Clemenceau en la granja "Colombier" en Mouchamps (Vendée en France). Copia de la Minerva con casco, llamada " de Samos" por Sicard marca dos tumbas individuales sin marcas o banderas, rodeado sólo de una sombra y las raíces del gran cedro del Atlas, "El Árbol de la Libertad" plantado en 1848 por su padre |  |
| Agar e Ismael                           | 1897       | Relieve de Agar         |                                                 | en el musée du Petit Palais Avignon          | Museo de Luxemburgo, París |  |
| El buen samaritano                      |            | El buen samaritano      |                                                 | en el Jardín de las Tullerías, París         | Título original:Le Bon Samaritain |  |
| Tumba de Jane Margyl                    |            | Tumba de Jane Margyl    |                                                 | en el cementerio de Batignolles de París     | |  |
| Apolo cantando en medio de los pastores |            |                         |                                                 |                                              | Título original:Apollon chantant au milieu des bergers |  |
| Edipo y la Esfinge                      |            |                         |                                                 |                                              | Título original:Œdipe et le sphinx |  |
| Jean Henri Fabre                        |            |                         | Monumento en memoria de Fabre                   |                                              | Jean Henri Fabre fue un naturalista, humanista, entomólogo, escritor apasionado por la naturaleza, y poeta francés. |  |
| Alfred de Vigny                         |            |                         |                                                 | plaza de la Marne en Loches (Indre-et-Loire) | Alfred de Vigny fue un poeta, dramaturgo, y novelista francés del siglo XIX. |  |
| Michel Colombe                          |            |                         |                                                 | square François Sicard en Tours.             | |  |
| Anatole France                          | 1934       | instalado en 1949       | fundición                                       | jardín público de la prefectura, Tours       | Durante la ocupación, el trabajo (conservado en el Musée des Beaux-Arts de Tours) se oculta detrás de una madera, en un cobertizo detrás de legajos. Para evitar su fundición. Nota: El texto de la curadora Horace Henrion, reproducido en un folleto publicado con motivo de la inauguración de la estatua el 12 de octubre de 1949.                                             |  |
| Fuera de Francia                        |            |                         |                                                 |                                              | |  |
| Obra                                    | Fecha      | Imagen                  | Descripción                                     | Localización                                 | Notas |  |
| Fuente Archibald                        | 1923       | Fuente Archibald        |                                                 | Hyde Park de Sídney                          | |  |

## Galería

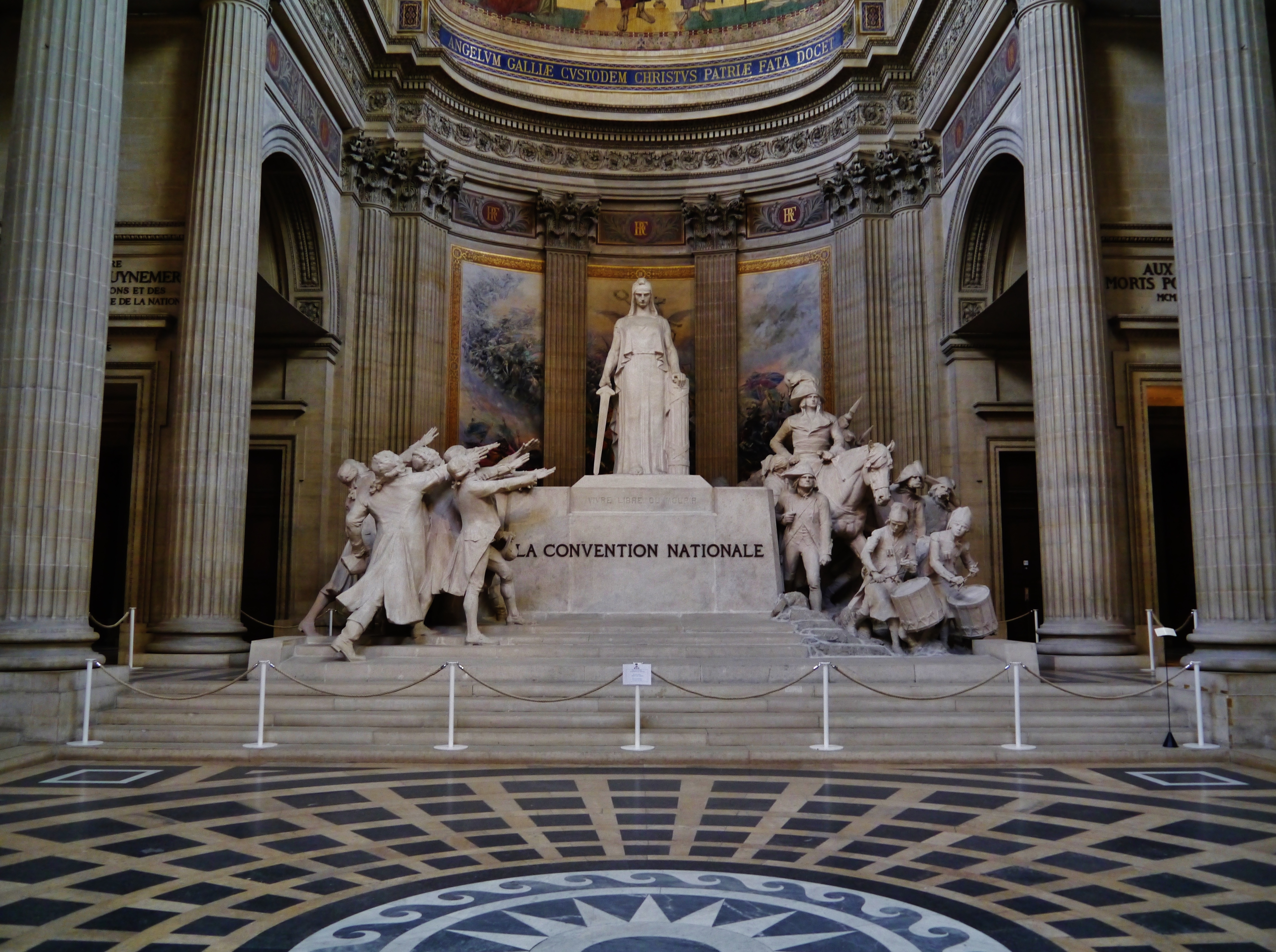
Altar Republicano a la gloria de la Convención nacional en el Panteón de París
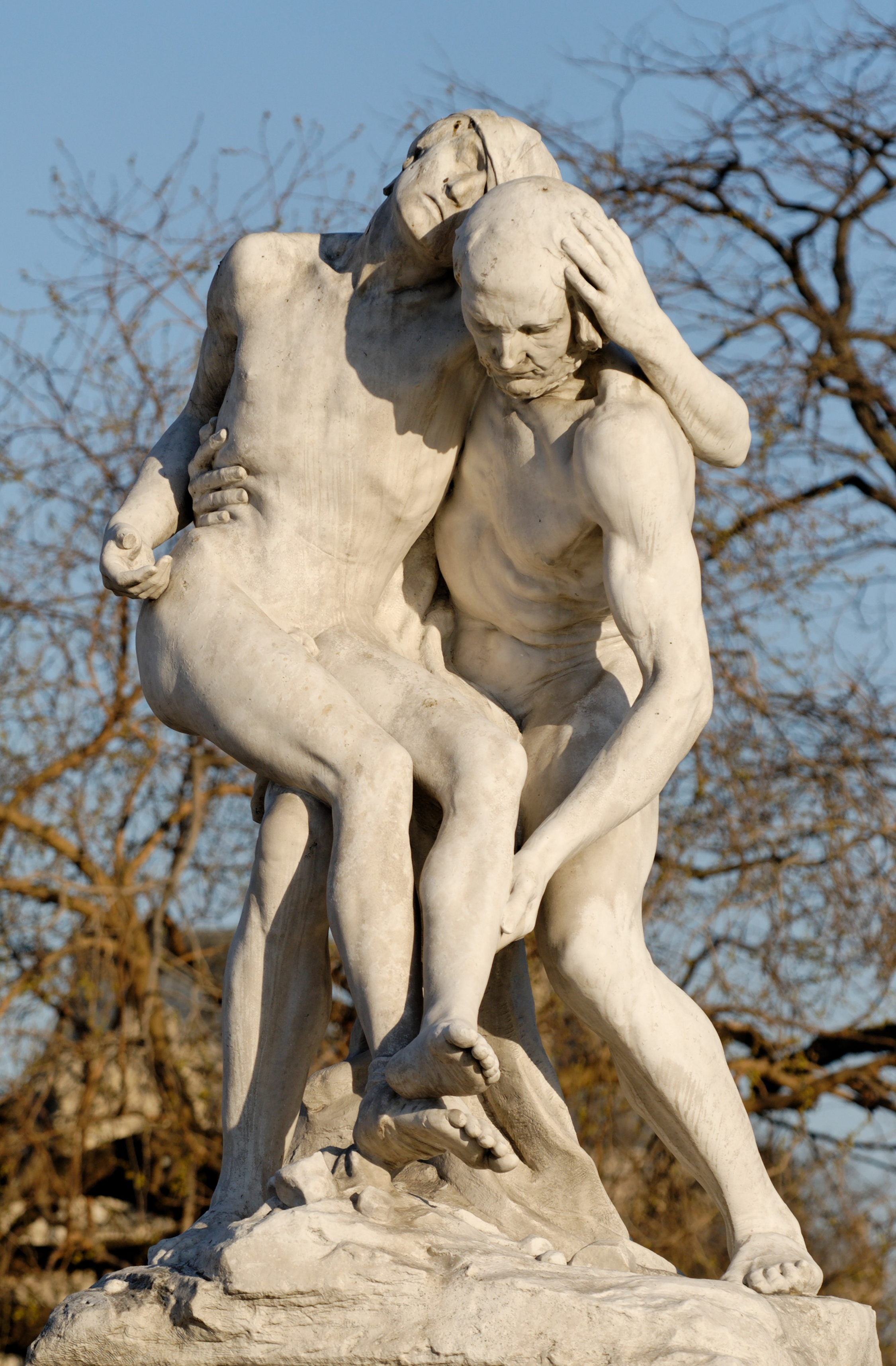
El buen Samaritano en el Jardín de las Tullerías
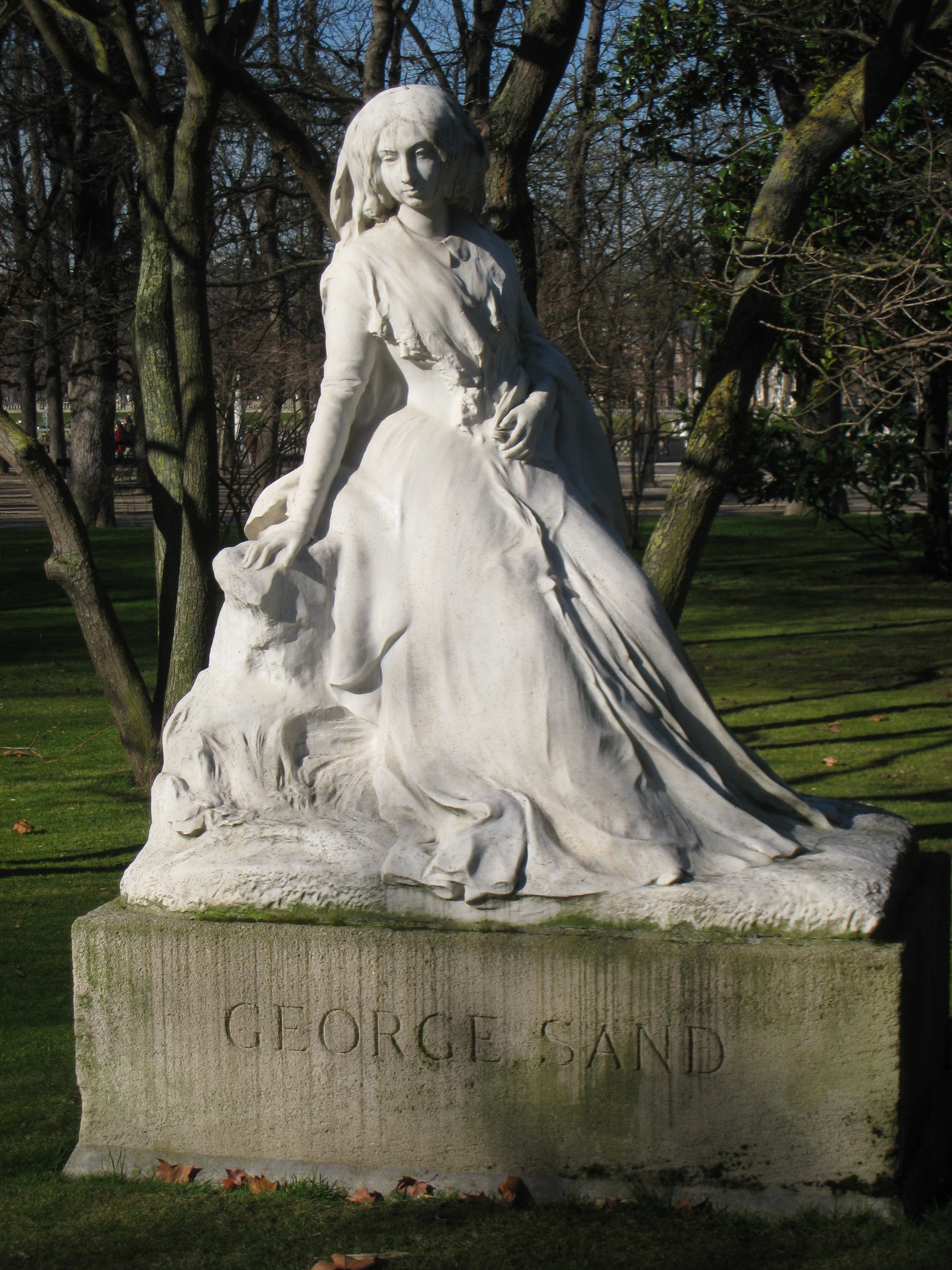
Monumento a George Sand